# Борзенко, Семён Борисович
Семён Бори́сович Борзе́нко — российский журналист, редактор, политолог.
Член КПРФ. В январе 2009 года решением Президиума ЦК КПРФ из партии исключён.
С конца 2009 года участник Санкт-Петербургского общественного движения «Аврора»; на учредительном собрании 10 декабря 2009 года избран членом оргбюро движения.

## Образование, служба и посты
Родился в 1974 году в Ленинграде. В 1996 году окончил Северо-Западную академию государственной службы (СЗАГС), позднее — аспирантуру на кафедре политологии СЗАГС. В армии не служил.
Работал редактором, главным редактором ряда печатных и электронных СМИ в Санкт-Петербурге. С апреля 2007 по ноябрь 2008 года — руководитель объединённого информационно-аналитического управления Санкт-Петербургского горкома КПРФ и партийной фракции в Законодательном собрании Санкт-Петербурга, помощник лидера фракции В. И. Фёдорова. Одновременно в апреле 2008 — феврале 2009 года — помощник депутата Государственной думы С. Е. Савицкой по работе в Санкт-Петербурге.

## Политическая деятельность

### В руководящих органах КПРФ
Неоднократно избирался в Ленинградский областной, Санкт-Петербургский городской комитеты КПРФ. После создания партийной фракции в Законодательном собрании Санкт-Петербурга 4 созыва (март 2007) возглавил информационно-аналитическое управление. В ходе кампании по выборам президента РФ (март 2008) был назначен доверенным лицом выдвинутого КПРФ кандидата Г. А. Зюганова. В качестве доверенного лица кандидата в президенты принимал участие в официальных теле- и радиодебатах на ГТРК «Санкт-Петербург».
В ходе противостояния сторонников Г. А. Зюганова и Г. Ю. Семигина (2003—2004) принял сторону Зюганова. В 2007—2009 годах оказался одним из лидеров большинства коммунистов Санкт-Петербурга, вступивших в острый конфликт с рядом высших руководителей партии. События в Санкт-Петербургском отделении КПРФ приобрели в либеральной и оппозиционной Зюганову левой прессе название «„Ленинградского дела“ в КПРФ» или «нового Ленинградского дела».

### Новое «Ленинградское дело»
В 2008 году в Санкт-Петербургском городском отделении КПРФ сформировалась оппозиция её первому секретарю Фёдорову. Эту оппозицию возглавили бывшие лидеры коммунистов региона Ю. П. Белов и С. М. Сокол. С некоторого момента работа городского комитета партии, возглавляемого Фёдоровым, стала подвергаться критике со стороны ряда руководителей КПРФ, президиума ЦК и ЦКРК. Некоторые районные комитеты партии эту критику поддержали, однако большая часть коммунистов города осталась на стороне Фёдорова.
На проходившей в октябре 2008 года VII отчётно-выборной конференции городского отделения противостояние перешло в открытую фазу. На этой конференции линию главы коммунистов города Фёдорова поддержало примерно 2/3 делегатов; его единомышленники получили большинство в горкоме и Контрольно-ревизионной комиссии, а также были избраны делегатами предстоящего XIII съезда КПРФ (прошёл в Москве 29—30 ноября 2008 года). Поскольку С. М. Сокол (на тот момент член президиума ЦК КПРФ), также внесённый в списки для тайного голосования по выборам делегатов съезда и членов горкома, достаточного числа голосов не получил, его сторонники обвинили Фёдорова в фальсификации итогов голосования, проголосовали против утверждения протоколов счётной комиссии и направили жалобу в ЦК.
Наличие на стороне В. И. Фёдорова большинства в 2/3 коммунистов города подтверждается в официальном постановлении XXIII Пленума ЦКРК КПРФ (17 октября 2008 года) «О нарушении партийных норм в ходе подготовки и проведения VII отчётно-выборной конференции…», где обвиняя Фёдорова в том, что он «руководствуется в принятии решений формальной, а не диалектической логикой, свойственной марксизму-ленинизму», пленум встаёт на защиту ущемлённых прав «семи райкомов, объединяющих более сорока процентов коммунистов городского отделения».
13 ноября 2008 года Президиум ЦК КПРФ рассмотрел жалобы руководителей городской парторганизации, не получивших поддержки при голосовании на конференции. Встав на сторону С. М. Сокола и других заявителей, этот вышестоящий орган отменил её результаты, однако не полностью, а лишь в части выборов горкома, КРК и делегатов съезда. Данное решение было принято 8 голосами против 6. В числе проголосовавших «За» был сам С. М. Сокол, в числе проголосовавших против — зампред ЦК КПРФ И. И. Мельников, а также А. К. Фролов, Б. С. Кашин, В. А. Купцов, О. А. Куликов, С. Н. Решульский.
Фактически отстранив Фёдорова от руководства городской парторганизацией, президиум ЦК назначил временный Оргкомитет по подготовке новой конференции и управлению коммунистами регионального отделения. Руководителем этого оргкомитета был назначен депутат Государственной думы, секретарь ЦК КПРФ по оргработе В. Ф. Рашкин.
Однако противостояние на этом не завершилось, и конфликт лишь усилился. Анализ прошедших в январе 2009 года районных конференций показал, что сторонники Фёдорова всё равно составляют большинство в городском комитете партии. Чтобы не допустить этого, Президиум ЦК ликвидировал три районных отделения КПРФ, а решения о выборе делегатов на городскую конференции были соответственно отменены, что обеспечило в дальнейшем арифметическое превосходство тех, кто находился в оппозиции главе городской парторганизации, Фёдорову. При видоизменённом таким образом соотношении сил первым секретарём горкома был избран С. М. Сокол, ранее уже занимавший эту должность до Фёдорова (с 22 февраля 2003 по октябрь 2004 года). Самого В. И. Фёдорова, а также двух его наиболее активных сторонников — бывшего кандидата в члены ЦК КПРФ, бывшего руководителя идеологической комиссии горкома М. С. Молодцову и бывшего руководителя объединённого информационно-аналитического управления горкома и фракции КПРФ в Законодательном собрании Санкт-Петербурга С. Б. Борзенко — Президиум ЦК вообще исключил из партии.
В соответствии с уставом исключённые из партии Фёдоров, Борзенко и Молодцова подали апелляцию в ЦК. Тем же уставным порядком обратились в высшие органы партии по поводу снятия наложенного на них взыскания (строгого выговора) и первые секретари трёх райкомов (районных отделений) КПРФ, которые были ликвидированы предыдущим решением Президиума ЦК. Эти заявления рассмотрел состоявшийся в июле 2009 года очередной Пленум ЦК КПРФ. В зал заседаний пленума заявители допущены не были; прения по данному вопросу пленум открывать отказался, и таким образом апелляции остались без рассмотрения. Таким образом, в соответствии с внутрипартийным регламентом КПРФ решение об исключении из партии Борзенко и других коммунистов города вступило в силу.
Политическим взглядам, публикациям и действиям Борзенко было уделено особое место в обосновывающих необходимость принятия жёстких мер в отношении коммунистов Санкт-Петербурга материалах ЦКРК и президиума ЦК КПРФ, выступлениях некоторых руководителей партии в СМИ. Будучи исключён из партии Президиумом ЦК КПРФ, Борзенко дал несколько нашумевших интервью, в которых фактически объявил о начале борьбы за «оздоровление КПРФ», выходящей за пределы одного только Санкт-Петербургского отделения партии.
Данный эпизод, получивший (по аналогии с «Ленинградским делом» конца 1940-х годов) название «Ленинградское дело» в КПРФ, стал очередным, редким инцидентом в истории коммунистической партии в СССР и России, связанным с исключением из партии, осуществляемым непосредственно её высшим руководящим органом в отношении высших руководителей одной из крупнейших региональных организаций страны и её структурных подразделений. В результате впервые за всю историю партии, начиная от РСДРП(б), делегаты от города–«колыбели Октябрьской революции» не попали на её съезд.

### После 2009 года
На учредительном собрании Санкт-Петербургского общественного движения «Аврора» 10 декабря 2009 года избран членом оргбюро движения.
9 декабря 2010 года Борзенко и его сторонники встретили приехавшего в Санкт-Петербург Председателя ЦК КПРФ Г. А. Зюганова протестными плакатами: «Зюганов, вон из партии!», «КПРФ без Зюганова» и т. п.. Бывшая сторонница Борзенко 1-й секретарь Санкт-Петербургского городского комитета СКМ РФ, член бюро Санкт-Петербургского горкома КПРФ Анна Клочкова попыталась вырвать у них плакаты. После этого руководитель фракции КПРФ в Законодательном собрании Санкт-Петербурга, 2-й секретарь Санкт-Петербургского городского комитета КПРФ Владимир Дмитриев и его сын Эдвин повалили Борзенко и принялись наносить ему удары ногами по лицу. В результате их противоправных действий у пострадавшего был разбит нос, рассечено лицо и разбиты очки; причём после избиения Борзенко потребовалась медицинская помощь и прохождение медицинской реабилитации.
На последующей пресс-конференции Борзенко заявил о возбуждении уголовного дела против избивавших, а депутат Законодательного собрания Санкт-Петербурга, бывший член КПРФ Владимир Фёдоров (Борзенко являлся его помощником), направил запрос о сложении депутатских полномочий с Дмитриева. Вместе с тем, присутствовавший на пресс-конференции член горкома СКМ РФ Андрей Язов заявил, что Борзенко якобы озвучивал провокационные оскорбления и угрозы в адрес Дмитриева, оставляя вопрос о выяснении зачинщика и виновника противоправных действий избивавших для предстоящего выяснения. На соответствующий вопрос главного редактора газеты «Питерская правда» Сергею Сверчкову пресс-секретарь Председателя ЦК КПРФ Александр Ющенко представил инцидент как «тщательно спланированную провокацию», не отрицая при этом факт личного участия руководителей КПРФ в публичном избиении бывшего члена их партии.

## Журналистика
С. Б. Борзенко работал редактором, главным редактором ряда печатных и электронных СМИ в Санкт-Петербурге. В частности, был главным редактором еженедельного журнала-афиши культурных событий «Ваш досуг», журнала «Партнёр: мясопереработка» и ряда других.

### Заочное интервью будущего Патриарха
Одним из заметных событий второй половины 2008 года в области масс-медиа России стало шоу-голосование Имя России, организованное телеканалом «Россия» по концепции, ранее использованной в Великобритании («100 величайших британцев») и немного позже на Украине («Великие украинцы»). В ряду сопутствующих голосованию мероприятий устроители шоу предложили всем пользователем Интернета принять участие в заочном интервью, направив свои вопросы одному из 12 членов жюри «Имени России» либо его главе, Никите Михалкову. Из многих тысяч поступивших вопросов было отобрано около десятка лучших — ответы на них были опубликованы на многих ресурсах Интернета.
Первым в списке оказался вопрос Семёна Борзенко. В качестве источника информации, задавшего отправную точку вопроса, Борзенко сделал упор на Википедию, на тот момент ещё только набиравшую рейтинг пользовательского интереса в России. По совпадению, объектом заданного вопроса оказался Александр Невский, в будущем объявленный победителем этого электронного голосования, а своим респондентом журналист выбрал митрополита Смоленского и Калининградского Кирилла — будущего Патриарха Московского и всея Руси:

Семён Борзенко: Википедия называет Александра Невского «любимым князем духовенства». Разделяете ли Вы данную оценку и, если да, чем она обусловлена?
Патриарх Кирилл: Уважаемый Семён, мне сложно сказать, чем именно руководствовались авторы свободной энциклопедии «Википедия», назвав так св. Александра Невского. Возможно, тем, что князь был причислен к лику святых и почитается в Православной Церкви, в его честь совершаются торжественные богослужения. Впрочем, Церковью почитаются и другие святые князья, например — Димитрий Донской и Даниил Московский, и было бы неправильно выделять из их числа «любимого». Полагаю, что такое именование могло быть также усвоено князю потому, что он при жизни благоволил к Церкви и покровительствовал ей.— агентство «Интерфакс»

### Комментарии
1. ↑  Анна Клочкова была в числе подписавших обращение в ЦК КПРФ Архивная копия от 21 сентября 2013 на Wayback Machine в защиту Фёдорова и Борзенко.
2. ↑  Эдвин Дмитриев и ранее обвинялся в избиении своих товарищей. Так, утверждается (см.  Архивная копия от 23 февраля 2011 на Wayback Machine и Архивированная копия. Дата обращения: 12 декабря 2010. Архивировано из оригинала 21 сентября 2013 года.), что он избил члена Санкт-Петербургского горкома КПРФ (см. Ленинградский городской комитет КПРФ Архивная копия от 21 декабря 2010 на Wayback Machine) Евгения Митюкова, сломав ему нос и нанеся другие телесные повреждения средней тяжести.